# 卡斯特罗韦尔德德塞拉托
卡斯特罗韦尔德德塞拉托，是西班牙卡斯蒂利亚-莱昂巴利亚多利德省的一个市镇。总面积33平方公里，总人口260人（2001年），人口密度8人/平方公里。